# Deutschordenskommende Ibersheim
Die Kommende Ibersheim gehörte zur Ballei Koblenz des Deutschen Ordens. Die mehr als 200-jährige Grundherrschaft des Ordens in Ibersheim fällt in die Zeit von ca. 1250 bis zum Verkauf 1465.

Wappen des Deutschen Ordens im Ortswappen von Ibersheim

## Geschichte der Ballei und der Kommende
Der Ordensbesitz des Deutschen Ordens in Ibersheim wird erstmals am 20. Februar 1282 in einem Zollprivileg des Königs Rudolf I. erwähnt. Aufgrund früherer Zollprivilegien für Koblenz wird angenommen, dass die Kommende Ibersheim schon 1253 und 1255 bestand und zu Koblenz gehörte. Eine Urkunde von 1290 besagt, dass in diesem Jahre ein Komtur an der Spitze des Konvents stand. Für den Weinbau und den Weinhandel hatte Ibersheim eine wichtige Zulieferfunktion mit Holz und Holzfässern gehabt. Seit der Übersiedlung des Hochmeisters in die Marienburg 1309 bezog der Meister Wein aus der Ballei Koblenz, d. h. Ibersheimer Wein, als Kammerzins. Der Viehbestand war 1411 beträchtlich: 4 Reitpferde, 104 Mutterpferde, 16 Fohlen, 185 Rindvieh und 134 Schweine.
Am 22. August 1417 räumte das Paulsstift zu Worms Pfalzgraf Ludwig III. den halben Teil des Gerichts und die damit verbundene Hälfte der Allmende ein, jedoch unter Vorbehalt verschiedener Rechte. Gleichzeitig wurde dem Pfalzgrafen gestattet, ein sloße und behusunge in dem vorgenanten dorff Ibersheim (zu) buwen und (zu) machen, solange dem Paulusstift dadurch weder Kosten noch Nachteile entstünden
Adolf Trieb ergänzt noch: „Obwohl nun die Vogtei leiningisches Lehen war, so hören wir doch 1417, wie das St. Paulsstift aus besonderer Neigung und besseren Schutzes und Schirmes willen den halben Teil des Gerichtes und die damit verbundene Hälfte der Allmende daselbst dem Pfalzgrafen einräumte. Hier kann es sich nicht um eine Lehens-, sondern um eine Eigentumsübertragung handeln, so dass die Leininger den Pfalzgrafen zum Teil als Lehensherr anerkennen mussten.“
Am 6. Juni 1437 schreibt Eberhard von Nackenheim an den Erzbischof von Trier Raban von Helmstatt und sucht Schutz gegen die Übergriffe des Pfalzgrafen bei Rhein, Otto I. als Vormund von Ludwig IV., und des Burggrafen von Alzey, Hermann IV. von Rodenstein. Nötigenfalls sei der Erzbischof von Mainz Dietrich Schenk von Erbach anzugehen.

### Konflikt mit dem Paulusstift
Das Paulsstift in Worms hatte in Ibersheim ebenfalls Besitz und Rechte, so dass Berührungs- und Streitpunkte nicht ausblieben. Papst Bonifatius VIII. übertrug am 7. Januar 1299 dem Dechant des Stiftes zu Xanten die Entscheidung in der Streitsache zwischen dem Deutschen Haus zu Koblenz und dem Paulusstift zu Worms. Unabhängig davon wurde ein Jahr später am 9. Januar 1300 in der gleichen Angelegenheit der Abt von St. Panthaleon zu Köln berufen. Der päpstliche Schlichtungsversuch stand aber erst am Anfang der Streitereien, die sich letztlich bis zum Verkauf der Kommende fortsetzten.
Nachdem Hans Badenburg, genannt Wittershausen, Komtur zu Ibersheim, 1448 zum Prämonstratenserorden entwich, erfolgte eine Meldung des Hochmeisters 1448–49 an den Prokurator zu Rom und gleichzeitig auch an den Abt vom Kloster Arnstein bei Obernhof, in dessen Kloster sich Badenburg begeben hatte. Diesem Ereignis gingen Streitigkeiten voraus: Am 1. Februar 1445 schreibt Johann von Wysemburg zu Mergentheim an den ständigen Prokurator des Deutschen Ordens in Rom, Andreas Ruperti, und berichtet über seine Verhandlung mit Eberhard von Nackenheim, Komtur in Koblenz wegen des Hofes Ibersheim und den Streitigkeiten mit Badenburg. Weiterhin beschwerte sich am 20. September 1446 das Haus Koblenz bei dem Hochmeister über Plünderungen zu Ibersheim durch Johann von Wittershausen.

### Ehemaliger Leininger Besitz wird zurückgekauft
Am 23. Juni 1285 verkauften Friedrich IV. von Leiningen († 1316) und sein Sohn Friedrich V. von Leiningen († 1327) dem deutschen Haus zu Koblenz (Ballei Koblenz) für 200 Pfund Heller Wormser Währung die Vogtei und ihre anderen Berechtigungen in der Gemarkung Ibersheim, namentlich den Salmfang und ihre übrigen Rechte über dem Rhein und den dortigen Bächen.
Der Hochmeister war gezwungen einen Teil seines Besitzes zu verkaufen, weil er sich in großer Geldnot wegen des Dreizehnjährigen Kriegs befand. Deshalb versuchte er die Kommende Ibersheim der Ballei Koblenz zu veräußern. Am 17. Januar 1463 verkaufte der Statthalter und Hauskomtur der Ballei Koblenz, Heitgin von Miele, die Wiesen auf der anderen Rheinseite, an zehn Nordheimer Bürger, die im Einzelnen bekannt sind. Reinart Dude, Prokurator des Deutschen Ordens zu Ibersheim bezeugte den Verkauf um 200 Gulden.
Werner Overstolz, Komtur der Ballei Koblenz von 1464 bis 1483, suchte längere Zeit einen Käufer für die Ibersheimer Kommende. Am 22. Juli 1465 willigte Hesso von Leiningen-Dagsburg in den Kauf ein. Mit seiner Gemahlin Elisabeth, Pfalzgräfin bei Rhein und Herzogin von Bayern, kaufte er den restlichen Besitz der Deutschordenskommende Ibersheim:
- zwei Höfe und einen Garten
- 1700 Morgen Ackerland
- vierthalbhundert Morgen Wiesen, rechts des Rheins
- dritthalbhundert Morgen Bruch (Sumpfland)
- die Rheinaue, das rote Wörth genannt
- den Salmengrund

Zu zahlen waren: 7103 Rheinische Gulden und 501 Malter Roggen Kölner Maßung an vier Terminen. Davon wurden 2000 Gulden sofort und die erste Rate von 1000 Gulden gezahlt.
Am 8. März 1467 starb Landgraf Hesso und fast genau ein Jahr später am 5. März 1468 seine Ehefrau. Beide hatten keine Kinder. Erbberechtigt war die Schwester von Hesso, Margarethe von Leiningen, verheiratet mit Reinhart III. von Westerburg. In dieser Situation versuchte der Verwandte Emich VII. von Leiningen († 1452) das Erbe von Hesso streitig zu machen. Gleichzeitig stand noch die restliche Kaufsumme von mehr als 4000 Gulden gegenüber dem Deutschen Orden aus. Daraufhin wandte sich Margarethe am 24. März 1467 an Friedrich I. (Pfalz). Dieser schloss mit Margarethe am 2. Juni 1467 einen Vertrag, dass er für seine Bemühungen die Hälfte von Ibersheim erhalten sollte. Zusätzlich wandte sich Margarethe auch an Reinhard I. von Sickingen, Bischof von Worms, der das Heimfallrecht hatte. Auch der Ewige Landfriede nutzte nichts, denn in der Zwischenzeit rüstete Emich VIII. von Leiningen gegen die Kurpfälzer auf und drang 1504 in die Pfalz ein.

### Entscheid des Königlichen Kammergerichts
Auf die Begleichung der Restschuld von 4000 Gulden musste der Deutsche Orden warten, bis die Erbstreitigkeiten innerhalb der Leininger Grafschaft beigelegt wurden. Die streitenden Parteien waren zunächst die Komturei des Deutschen Ordens zu Koblenz und Reinhard III. von Westerburg († 1449) und Margarete (1423–1468) als dessen zweite Gemahlin.
Endgültig erfolgte ein Entscheid am 8. Mai 1481 vor dem damaligen höchsten Gericht im Heiligen Römischen Reich Deutscher Nation, im Auftrag des Kaisers Friedrich III. (HRR) Vorsitzender Richter war Erzbischof Johann II. von Baden. Die Prozessparteien am Ende des sehr kostspieligen Erbstreits waren die Komturei des Deutschen Ordens zu Koblenz und Graf Reinhart I. zu Leiningen-Westerburg und Herr zu Schaumburg.
Im Entscheid bekam der Graf von Leiningen das Eigentum am Hof Ibersheim zugesprochen. Er musste aber an den Deutschen Orden 4000 Gulden zahlen, die er von Kurfürst Philipp dem Aufrichtigen (1448–1508) bekam, aufgrund des Versprechens von seiner Großmutter Margarethe an Friedrich I. (Pfalz). Mit einer weiteren Zahlung von 4600 Gulden im selben Jahr hatte die Kurpfalz den Hof Ibersheim alleine im Besitz und konnte danach Schloss Ibersheim als Amtshaus für sich errichten.

### Zins- und Pachtbuch
Im Zins- und Pachtbuch der Kommende Ibersheim aus der Zeit von 1402 bis 1412 sind 16 Orte genannt, die sich über das Gebiet der Ballei Koblenz, vom südlichen Ibersheim bis zum Sitz der Ballei in Koblenz, verteilen. Anfangs wurde das Original im Historischen Archiv der Stadt Köln, wegen Unleserlichkeit, einem falschen Ort zugeordnet. Nach dem Zusammenbruch des Archivs 2009 konnte das Original nur noch schwer beschädigt geborgen werden. Eine Filmkopie ist jedoch vorhanden.